# اودیشا
اودیشا ایالتی در شرق کشور هندوستان در کنار خلیج بنگال است. اوریسا نام امروزی منطقه‌ای باستانی است که کالینگا نامیده می‌شد که آشوکا امپراتور سلسله موریا در ۲۶۱ پیش از میلاد به آنجا حمله کرد.
اودیسا نوزدهمین ایالت بزرگ هند از نظر وسعت و یازدهمین از نظر کثرت جمعیت است و مرکز آن بوبانسوار می‌باشد.